# Polyrhachis lugens
Polyrhachis lugens é uma espécie de formiga do gênero Polyrhachis, pertencente à subfamília Formicinae.